# Rotting
Rotting — EP бразильской блэк/трэш-метал группы Sarcófago, выпущенный в августе 1989 года. Перед записью барабанщик Эдуардо «D.D. Crazy» покинул группу, чтобы присоединиться к Sextrash, и был заменен Мануэлем «M. Joker» Энрикесом. EP был записан после короткого тура в поддержку дебютного релиза группы «I.N.R.I.» и получил лицензию на Music For Nations в Европе. Обложка EP подверглась цензуре после его выхода в США. Позже EP был изъят властями у европейских импортеров и дистрибьюторов, опять же из-за его обложки. EP отличается гораздо более техническим подходом, чем предыдущая работа группы «I.N.R.I.». Кроме того, вместо коллекции относительно коротких песен, EP содержит четыре трека продолжительностью более 6 минут, самый длинный, «Tracy», длится почти 9 минут. EP, однако, сохраняет дэт-металлическое звучание «I.N.R.I.», с несколькими изменениями темпа и риффов в разных песенных структурах, при этом «Tracy» содержит около 20 риффов. EP также довольно быстр, средний темп каждой песни составляет 260 BPM. Хотя Вагнер Ламуньер является единственным гитаристом, присутствующим на EP, гитарным дорожкам была предоставлена стереофония, благодаря которому их можно услышать на двух каналах вместо одного; у гитары в правом канале немного меняется высота тона, создавая впечатление, что одновременно играют два гитариста.

## Список композиций
| 1. | «The Lust»              | 0:29 |
| 2. | «Alcoholic Coma»        | 6:07 |
| 3. | «Tracy»                 | 8:52 |
| 4. | «Rotting»               | 7:05 |
| 5. | «Sex, Drinks And Metal» | 3:30 |
| 6. | «Nightmare»             | 6:44 |

## Участники записи
Sarcófago
- Вагнер «Antichrist» Ламуньер — вокал, гитара
- Джеральдо «Incubus» Минелли — бэк-вокал, бас
- Мануэль «M. Joker» Энрикес — бэк-вокал, ударные

Приглашенные музыканты
- Eugênio «Dead Zone» — клавишные
- Oswaldo «Pussy Ripper» Scheid — бэк-вокал
- Vladimir Korg — бэк-вокал
- Eduardo «D.D. Crazy» — бэк-вокал